# High Bridge (Nova Jersey)
High Bridge és una població dels Estats Units a l'estat de Nova Jersey. Segons el cens del 2007 tenia 3.701 habitants.

## Demografia
Segons el cens del 2000, High Bridge tenia 3.776 habitants, 1.428 habitatges, i 1.051 famílies. La densitat de població era de 604,9 habitants/km².
Dels 1.428 habitatges en un 39,9% hi vivien nens de menys de 18 anys, en un 62,3% hi vivien parelles casades, en un 8,5% dones solteres, i en un 26,4% no eren unitats familiars. En el 20,9% dels habitatges hi vivien persones soles el 4,8% de les quals corresponia a persones de 65 anys o més que vivien soles. El nombre mitjà de persones vivint en cada habitatge era de 2,64 i el nombre mitjà de persones que vivien en cada família era de 3,1.
Per edats la població es repartia de la següent manera: un 27,6% tenia menys de 18 anys, un 5,3% entre 18 i 24, un 36,4% entre 25 i 44, un 24,2% de 45 a 60 i un 6,5% 65 anys o més.
L'edat mediana era de 36 anys. Per cada 100 dones de 18 o més anys hi havia 92,7 homes.
La renda mediana per habitatge era de 68.719 $ i la renda mediana per família de 75.357 $. Els homes tenien una renda mediana de 56.607 $ mentre que les dones 35.450 $. La renda per capita de la població era de 29.276 $. Aproximadament l'1,9% de les famílies i el 3,2% de la població estaven per davall del llindar de pobresa.

## Poblacions més properes
El següent diagrama mostra les poblacions més properes.